# Iconoclast
Iconoclast (oder auch: Iconoclast Part 1: The Final Resistance) ist das fünfte Studioalbum der deutschen Metalcore-Band Heaven Shall Burn und ist ein reines Konzeptalbum. Das Album erreichte den 21. Platz der deutschen, den 65. Platz der österreichischen und den 97. Platz der Schweizer Charts.
Das Album wurde in Dänemark gemastert. Aufgenommen wurde es in den Rape of Harmonies Studios in Deutschland. Produzenten sind Alexander Dietz und Maik Weichert. Erschienen ist das Album in Deutschland, Österreich, der Schweiz, den USA und in Japan. Am 25. Mai 2009 erschien mit Iconoclast Part 2: The Visual Resistance (auch Bildersturm genannt) eine Live-CD und DVD zu der Iconoclast-Tour der Band.

## Gastmusiker
Die Instrumentalstücke Awoken und Equinox wurden von Olafur Arnalds bei sich zu Hause in Mosfellsbær/Island aufgenommen. Arnalds selbst spielt für die beiden Stücke das Piano. Unterstützt wird er von Margret Soffia Einarsdóttir (Violine), Una Petursdóttir (Violine), Arnus Hulda Audunsdóttir (Violine), Pordug Gudmundur Hermannson (Cello).

## Handlung
In diesem Album geht es thematisch um den Weltuntergang durch 123 Krieger, welche unter den Menschen unerkannt und in Einsamkeit leben. Sie werden als unbekannt beschrieben, keine Sagen, Mythen, keine Lieder und Bücher zeugen von ihren Kriegen. Ihre Waffen sind nicht durch Wasser und Feuer entstanden, sondern durch die Hoffnung der Menschen. Sie erwachen in den dunkelsten Zeiten, in denen falsche Götter und Götzen angebetet werden. Gott, der tausend Namen trägt und trotzdem der eine war, wird getötet durch Verrat, Verspottung, und Vergessen der Menschen. Durch den Tod des einzigen Gottes entbrennt ein Krieg gegen die Welt voller Mörder.

## Cover
Das Cover zeigt einen Krieger mit zwei Schwertern. Mit dem einen Schwert versucht er seine Ketten zu zerschlagen. Mit dem anderen Schwert holt er aus zum Gegenschlag gegen einen Mörder, der als Dämon dargestellt wird. Im Hintergrund sieht man eine Stadt und eine rote Sonne. Das Cover-Artwork und die Zeichnungen stammen von Callejon-Sänger Bastian Sobtzick. Im Booklet wird auf der letzten Seite aus Nietzsches drittem Buch Die fröhliche Wissenschaft zitiert, in der es heißt, dass Gott tot ist.

## Titelliste
1. Awoken (Intro) – 1:29
2. Endzeit – 4:18
3. Like a Thousand Suns – 3:46
4. Murderers of All Murderers – 3:55
5. Forlorn Skies – 4:51
6. A Dying Ember – 6:57
7. Joel – 5:03
8. Quest for Resistance – 4:51
9. Black Tears (Cover von Edge of Sanity) – 3:06
10. The Bombs of My Saviours – 4:22
11. Against All Lies – 5:08
12. The Disease – 2:46
13. Equinox – 3:10
14. Atonement – 4:35

## Kritiken
Rock Hard Deutschland beschrieb das Album als Werk des Monats August 2008, dennoch enthalte dieses Album einen kleinen Schönheitsfehler, den der Kritiker als „den pappigen und drucklosen Drumsound“ identifiziert. Der Vampster-Kritiker beschrieb das Album als Mittelmaß, da es nicht ganz die Messlatte des Vorgängeralbums Deaf to Our Prayers erreicht. Trotzdem findet er die Instrumentalstücke Awoken und Atonement gelungen, die der Kritiker im Album Antigone überragend fand. Laut.de geht einen Schritt weiter und beschreibt den Hintergrund der Geschichte. Laut dem Kritiker stellen die 123 Krieger die so genannten Ikonoklasten, also Gotteskrieger dar, die eigentlich Götzenbilder und falsche Götter töten sollen, aber nur Gottes Tod rächen. Der Kritiker hält das Album für sehr interessant, obwohl er es als „Wutklumpen“ bezeichnet.
Das deutsche Magazin Visions führte im Frühjahr 2017 das Album in ihrer Liste der 66+6 besten Metal-Alben des dritten Jahrtausends.